# You're the One (Ichiko)
You're the One è il sesto singolo pubblicato dalla cantante j-pop Ichiko. Questo singolo è stato pubblicato il 23 luglio 2008. Il brano You're the One è stato utilizzato come sigla di apertura della terza stagione della serie TV anime Zero no tsukaima. La traccia B Sweet Angel fu invece utilizzata come sigla di apertura del videogioco per PlayStation 2 Zero no Tsukaima ~Maigo no Period to Ikusen no Symphony~. Il singolo uscì nella sola edizione regolare (COCC-16161).

## Lista tracce
1. YOU'RE THE ONE
2. Sweet Angel
3. YOU'RE THE ONE (off vocal)
4. Sweet Angel (off vocal)